# Bugatti Centodieci
De Bugatti Centodieci is een automodel van het Franse automerk Bugatti. De naam van deze auto, Centodieci,  is Italiaans voor 110. Deze auto werd op de late avond van 16 augustus 2019 gepresenteerd op Pebble Beach.

## Kenmerken & geschiedenis
De Centodieci is een model waarvoor Bugatti beroep deed op een stukje geschiedenis dat vaak vergeten wordt, de jaren 90, de periode waarin Bugatti nog geen eigendom was van Volkswagen. In die tijd was Bugatti nog eigendom van de Italiaanse ondernemer Romano Artioli, die ook de Bugatti EB110 bedacht.
Waar Bugatti eerder met EB110 en het getal "110" het geboortejaar van de oprichter Ettore Bugatti herdacht, verwijst de Centodieci (110) terug op het jaar van de oprichting van het merk.
De Centodieci heeft een aantal kenmerken die naar de EB110 verwijzen: Een rechtlijnige neus, een kleine hoefijzergrill en heeft een vorm van de achterlichtpartij. De ronde gaten achter de zijruiten van de Centodieci verwijzen naar de broer van de EB110 GT, de EB110 Super Sport.

## Specificaties
De Centodieci beschikt over een 8,0-liter W16 en heeft een vermogen van 1.600 pk bij 7000 tpm. Dit model heeft een topsnelheid die begrensd is tot 380 km/u en trekt in 2,4 seconde op van 0 naar honderd. Ook is de auto 20 kilo lichter ten opzichte van de Bugatti Chiron en beschikt over vierwielaandrijving.

## Productie
Naast preproductie- en testauto's zullen 10 exemplaren van de Centodieci voor klanten worden geproduceerd. De Centodieci wordt met de hand gebouwd in de Bugatti-fabriek in Molsheim, de levering aan klanten begon in 2022. In december 2022 werd het tiende en laatste exemplaar afgeleverd.